# 彰化南瑤宮
24°04′04″N 120°32′19″E / 24.067726°N 120.538514°E
彰化南瑤宮是臺灣彰化縣彰化市南瑤里的一座主祀天上聖母的媽祖廟，俗稱「彰化媽」或者「南門媽」，約在清朝乾隆年間建立，分靈自「古笨港天后宮」，在彰化縣城南門外。香火鼎盛，屢稱靈驗，有「彰化媽蔭外方」之名。現為中臺灣的重點古廟，1985年4月25日中華民國内政部公告指定為三級古蹟，今為縣定古蹟。從嘉慶十九年（1814年）即有記載彰化南瑤宮笨港進香的相關史蹟，被譽為台灣進香團之鼻祖。。

## 地理
南瑤宮位於彰化市南瑤里，前臨南瑤路，宮前為一狹長型廣場（俗稱廟埕），廣場右側有座三層樓高的八角塔型金爐，廣場靠近省道台1線（彰化境內稱中山路）的一端建有一座四柱三門的牌樓。南瑤宮進深四進，寬約27.5公尺，長約86公尺，總面積0.647公頃，為一多重院落的結構，包括三川殿、正殿、觀音殿、天公殿、前埕廣場、中埕廣場及後埕廣場在內，稱作「四落四殿，一埕二院」。
南瑤里一帶舊稱「南窰」，因北邊為一築窰燒瓦的「瓦磘庄」（今彰化市成功里）而得名，昔日位於彰化縣城南門外，因與縣城內的「天后宮」相對。目前就人口數而言，可說是彰化市最大的里，居住在南瑤宮一帶的居民乃自稱為「媽祖宮人」。
南瑤宮因位於從前彰化縣南門口外，本地民眾習稱之「南門媽」。南瑤宮雖位於城外，但因地理極佳，故香火鼎盛，據傳南瑤宮地理為「日月鐘穴」，除非太陽、月亮都消失了，南瑤宮才會「衰敗」。南瑤宮廟前迎八卦台地，山麓具十三支娘傘穴，地理極佳。又傳聞用鐘，地理會敗，致使有鼓無鐘，為一大特色。民間也傳聞，清朝時楊本縣由大陸來台看地理，因語言傳訛誤解為敗地理，故經過彰化時，媽祖不讓他看，頓時濃霧四起，經過向媽祖求情，告知原委，並非敗地理，雲霧乃散，經其審視，誇讚南瑤宮地理，蘊納日月精華，為絕佳之地。

## 歷史

### 建廟疑雲
南瑤宮的創建起源，至今仍缺乏可資佐證的詳細資料，現在只能從日治時代日人留下的《寺廟台帳》與宮內所存的沿革碑，加上相關文獻與里民口傳綜合推敲。
相傳約在1723年（清雍正元年），彰化設縣，窯工楊謙自諸羅縣（今嘉義縣）笨港南街來此應募工事（可能是到瓦磘庄做工燒瓦），隨身攜帶媽祖香火袋庇身，楊謙將香火掛在工寮內，每當入夜附近居民就可見到此處散發五彩毫光，咸認為是神明顯靈，於是地方仕紳集資雕塑媽祖神像，奉祀在附近的福德廟內，居民參拜屢稱靈驗，遂香火日盛。1738年（清乾隆3年），瓦磘庄民陳氏捐地建祠，時稱「媽祖宮」，同年11月，總理吳佳聲、黃景祺、林君、賴武等發起募資興建殿宇，雕塑五尊神像，取彰化縣城南門之「南」與瓦磘庄的諧音雅字「瑤」，正式定名為「南瑤宮」。
大正年間調查的《寺廟台帳》記載的是「……丙 沿革……創立緣起……嘉義廳斗六魚寮庄住民，陶工楊謙，虔誠信仰北港媽祖廟天上聖母，並於自家中供奉神像。乾隆元年（1736），移居瓦磘庄即現在之大埔庄，隨即宣揚其靈顯事蹟。故而當時彰化總理林、楊及李、賴、蔡各姓諸同人共同籌款，塑造天上聖母神像，以供奉祀。至乾隆三年（1738），遂在瓦磘庄陳氏土地上，創建茅草小祠，安置神像，名為媽祖宮。」
雖然大部份的記載都傳南瑤宮建於1738年，但是建廟年份在官方志書中卻未有記錄，有之者僅周璽在清道光年間修纂的《彰化縣志》中提到「一在邑治南門外尾窯，乾隆中士民公建」，而非「乾隆初」。再者，南瑤宮在日治時期經歷17年的改建工程，1936年完工後在前殿左側立有一塊紀念改築的「沿革碑」，碑上刻文卻指建廟年代為1749年（清乾隆14年），兩相差距11年，但較符合《彰化縣志》「乾隆中」的記載。
卓克華2006年出版的《寺廟與台灣開發史》一書中，另摘錄有一則南瑤宮較為傳奇的建廟緣起：
|  | 近人林文龍亦採訪記錄一則傳聞：相傳清朝雍正年間，有笨港南街的居民楊謙受雇至彰化南門外瓦窯工作，隨身攜帶有古笨港天后宮的香火袋，以祈求旅途平安；事畢楊謙返笨港，將香火袋遺留工寮內。某日，忽有女人直立在瓦窯邊大聲疾呼：「瓦窯將陷，趕緊逃命！」大家聞聲，競相逃出。正驚奇間，瓦窯崩落，而女人不知去向，大家共同認定是神靈顯聖救難，在清理工寮時，赫然發現楊謙所留下之香火袋，眾人咸認為係古笨港天后宮媽祖有意分靈彰化，因此香火袋暫奉土地廟，後顯靈事蹟傳遍遐邇，終於在乾隆初年建廟以祀。 |

### 修繕風波
南瑤宮在十八世紀清治時期乾隆年間曾經兩度修繕，1802年（嘉慶7年）再倡重建，擴大廟基五倍。到了日治時期，「終感湫隘為不便」，由於香火旺盛，廟宇空間又嫌狹窄，遂成立「南瑤宮改築會」，耗資六萬日圓，於1916年（大正五年）完成改建，成為一座混合中西日式風格的廟宇，不過「信徒排斥這種非台灣傳統寺廟式樣，致香火日衰」，廟方無奈，只好藉口「填基不實、砌造不牢、地坪陷塌，兼之白蟻為害，勢難耐久」，「乃於其前方另建今之正殿，而將本殿改奉觀音」。之後經歷17年，才又完成前後各殿及兩廊建築，廟貌一新，並在三川殿（前殿）前左側立一「沿革碑」，詳實舖述南瑤宮的歷史與沿革，兼具歷史與藝術價值。

### 換龍袍
台灣民間習俗，分靈廟宇有向本廟「進香」的習慣，因此南瑤宮自古有到古笨港天后宮進香之禮。此外，昔日南瑤宮有感念楊謙從笨港帶來香火之勞，是以到笨港進香時，都會到楊氏祖屋拜訪楊氏子孫，楊家感於擔當不起此份大禮，特請南瑤宮再分靈一尊媽祖神像，以為奉祀並作紀念。如此探望楊家大禮，便為「神對神」同格參香，而非「神對人」的屈尊謁拜 。
楊家的這尊媽祖因是私人奉祀，財力較差，沒過幾年媽祖的神袍便破舊不堪，因此南瑤宮至笨港進香時，就把媽祖的新神袍順便給楊家媽祖，俗稱「換龍袍」。後來楊家男丁被日軍強徵到南洋當軍夫，從此子孫絕嗣，楊家媽祖遂遷祀到南港水仙宮，1962年起，換袍禮也改在水仙宮舉行。
2002年水仙宮旁新建笨南港天后宮，楊家媽祖遷祀笨南港天后宮，尊稱為「祖家媽」（祖家非祖廟），換袍禮此後改在笨南港天后宮舉行。

## 媽祖會
最初，南瑤宮香火由笨港分香而來，因此媽祖神駕每年有前往發源地進香的習俗，1814年有隨駕信徒42人，步行往返於彰化、笨港之間，之後眾人倡議而成組織，每人出銀一元，存為公銀，所收利息作為媽祖誕辰活動之用，並推舉一人管理公銀，此為南瑤宮最早的媽祖會組織──老大媽會，昔稱「金和安聖母會」。
隨著南瑤宮香火日盛，地方傳聞媽祖香擔所到之地即獲庇佑，因此每年笨港進香活動中常有地方民眾成群結隊搶香擔，為維護進香秩序，南瑤宮遂商請縣衙衙役加入供奉虎將軍的虎仔爺會（又稱聖將軍會），在進香過程中沿途保護。日治時期日人懷疑虎仔爺會成員身懷武藝，恐生叛亂，而有取締之意。為消日人疑慮，南瑤宮送給虎仔爺會一尊媽祖神像，對外宣稱該會為南瑤宮天上聖母鑾班會，所奉媽祖稱為「新大媽」，虎仔爺會則更名為新大媽會。
其後，前往笨港進香的信徒日多，各個鑾班會、輿前會也分別成立，作為護衛神駕，輪辦進香，皆今媽祖會的前身。各個媽祖會都奉有自己的媽祖分尊，稱「會媽」，故媽祖會又稱為「會媽會」，簡稱媽會。各媽會每年定期在南瑤宮舉行祝壽祭典，稱「作會」。各媽會每年用跋杯擲筊的方式，選出一位「爐主」，在選定的日子裡請南瑤宮媽祖前來遶境，稱「過爐」，並宴請其他角頭的會員，稱「吃會」。
目前南瑤宮共有10個媽祖會組織，分別為：老大媽會、新大媽會、老二媽會、興二媽會、聖三媽會、新三媽會、老四媽會、聖四媽會、老五媽會及老六媽會。
而除以上十個媽祖會外，另有開基三媽會、廣澤尊王會以及金意承青年會等。
| 建年 | 名稱     | 人數            | 鄉鎮數 | 作會日（農曆） | 過爐日（農曆） | 吃會 |
| 1814 | 老大媽會 | 2377 （1996年） | 6      | 3月24日        | 4月            | 有   |
| 1820 | 新大媽會 | 150 （1996年）  | 3      | 3月22日        | 4月            | 有   |
| 1830 | 老二媽會 | 7700 （1996年） | 9      | 3月25日        | 8月            | 有   |
| 1852 | 興二媽會 | 3485 （1994年） | 7      | 3月25日        | 4月            | 有   |
| 1869 | 聖三媽會 | 1520 （1993年） | 6      | 3月26日        | 8月            | 有   |
| 1879 | 新三媽會 | 1781 （1980年） | 1      | 3月27日        | 3月27日        | 無   |
| 1883 | 老四媽會 | 8085 （1993年） | 16     | 3月28日        | 4月            | 有   |
| 1883 | 聖四媽會 | 3597 （1980年） | 11     | 3月28日        | 4月            | 有   |
| 1879 | 老五媽會 | 7000 （1995年） | 11     | 3月29日        | 4月            | 有   |
| 1894 | 老六媽會 | 5200 （1996年） | 8      | 3月30日        | 4月            | 有   |
|      | 合計     | 40895人         | 71     |                |                |      |

| 參考書目：卓克華著，《寺廟與台灣開發史》，第137頁，台北：揚智文化。 |

## 活動
- 媽祖誕辰祭，為南瑤宮於農曆三月廿三日的媽祖誕辰均會舉辦的古禮祭祀活動，通常由彰化市長（即法定寺廟管理人）身著長袍馬掛親臨主持，進行獻花獻禮、讀疏文等儀式。接著各媽會每天輪流到南瑤宮進行慶祝活動，因此整場祭祀活動通常會進行半個月才落幕。

- 笨港進香，基於飲水思源的傳統信念，南瑤宮在清領時期約每四年均會擇期前往古笨港天后宮進香，後因古笨港天后宮於嘉慶年間遭洪水沖毀，故改至笨港地區遶境，並至北港朝天宮及新港奉天宮等廟駐駕會子時香，後因進香路線的安排與北港朝天宮產生過摩擦，導致雙方關係一度緊張，但並非完全交惡，會香儀式曾暫時只限於在新港奉天宮舉行。日治時期笨港進香活動由各媽會分組輪流辦理，最初每四年請示媽祖是否前往笨港進香，不成則次年再問，依此類推，後因交通發達，漸改為年年輪替。西元1964年後進香活動調整為三天兩夜的車巡模式，夜駐新港奉天宮和員林廣寧宮。過程中會到南港水仙宮進行「換龍袍禮」，並在奉天宮完成會香儀式，再舉行接頭香活動，最後遶境回宮。2002年在南港水仙宮旁新建笨港天后宮，所以進香活動改往笨港天后宮並在此進行「換龍袍禮」，但仍會前往新港奉天宮舉行會香儀式。西元2014年（民國一百零三年歲次甲午年）恢復徒步笨港進香，該項活動在2015年與2019年正式登錄為彰化縣與嘉義縣的民俗無形文化資產。10個媽祖會除了新大媽會依慣例不主辦進香事宜（新大媽會於每年笨港進香擔綱「押護香擔」之責，故每年均會在進香回程中出現），另9個媽祖會分3組輪辦，首輪俗稱「大媽年」或「大媽四」，次年俗稱「二媽年」或「二媽五」，三輪俗稱「三媽年」或「三媽六」。[22]
- 中國大陸湄洲進香，媽祖源出福建莆田湄洲島，臺海兩岸關係逐漸緩和後，各媽會便有多次前往進香的活動。

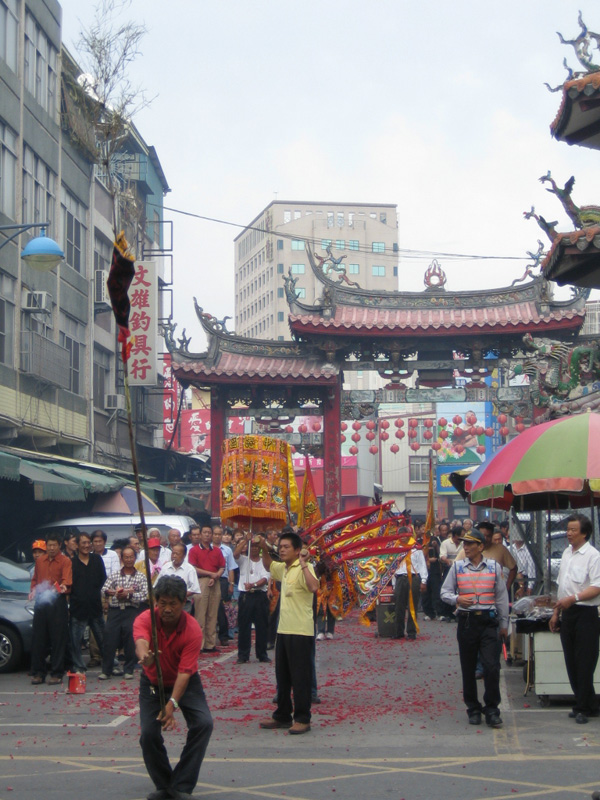
南瑤宮友廟進香

- 迎媽祖活動，臺灣民間信仰媽祖者眾，各地有迎媽祖回鄉遶境的常規活動，或遇特殊事件時也會恭迎媽祖遶境以消災解厄。有時其他神明巡境時，也常邀請媽祖共同遶境，例如城隍爺誕辰等。
- 媽祖成道慶典，相傳媽祖於農曆9月9日登湄峰成道，因此每到重陽前後，南瑤宮便有慶祝媽祖成道的慶典。
- 過爐吃會，各媽會每年在媽祖誕辰時以卜卦擲筊的方式，選出一位「爐主」，在特定日子裡迎回南瑤宮媽祖以及前任爐主的香爐，此迎爐安祀的儀式稱「過爐」，期間大開流水席宴請其他角頭的會員，稱「吃會」。
- 分香子廟及友廟進香，南瑤宮的分香子廟分香前三年均會回宮謁祖進香，其它友廟團體進香則從正月開始進入旺季，直到三月媽祖誕辰達到高潮。進香活動中較具規模者，會伴隨神轎及陣頭，並舉行交香刈火儀式。將兩廟宣爐放在一起，使其香 煙相互纏繞，稱「交香」。之後再取南瑤宮宣爐香灰置於來訪宣爐，稱「刈火」，主要皆為交流神力之象徵。
- 祈安三獻法會，歲末冬至前舉辦「祈安三獻」（亦稱「小三獻」），即是俗稱「謝平安」的酬謝神恩盛會；另外，彰化南瑤宮每十二年依例會舉辦「大三獻-福醮」，每3年舉辦1次祈安三獻禮斗法會，民國104年（2015年）適逢滿12年1度的「大三獻」，擴大規模以福醮盛典舉辦。
- 慶成清醮，民國53年（甲辰龍年、西元1964年）農曆十一月二十一日至二十五日，彰化媽祖宮作醮，當年是整個彰化市境內家家戶戶都需參與的龐大盛事，醮事轟動了整個中彰投，更有來自各角頭的信徒與會媽會員，彰化市盛況空前；當時中台灣媽祖信仰還是以彰化南瑤宮為主要朝聖中心。

- 角頭巡角遶境，彰化南瑤宮天上聖母開基三媽暨十會媽角頭巡角遶境活動曾在民國100年連辦4年（100年-103年），活動結束後，這幾年各媽會角頭及各地信徒一直詢問南瑤宮何時會再舉辦遶境活動，盼彰化媽再到各地巡角遶境、賜福地方；110年11月才再次辦理巡角遶境活動（南彰化地區為主）隔年因故中斷無繼續辦理。
- 同祀神祭典，南瑤宮除主祀媽祖外，尚還有許多各神祇誕辰或成道日，信徒均會從事祭拜活動。下列表為南瑤宮所奉祀諸神佛的主要祭祀日期[23]：

| 農曆日期 | 祭祀         | 農曆日期"  | 祭祀             |
| 正月初九 | 玉皇大帝聖誕 | 正月十五   | 天官大帝聖誕     |
| 正月十六 | 國姓爺千秋   | 二月初二   | 福德正神千秋     |
| 二月初三 | 文昌帝君聖誕 | 二月十九   | 觀音佛祖聖誕     |
| 三月二十 | 註生娘娘千秋 | 三月廿三   | 天上聖母聖誕     |
| 四月廿六 | 五穀先帝聖誕 | 六月十九   | 觀音佛祖得道紀念 |
| 七月十五 | 地官大帝聖誕 | 八月十五   | 福德正神千秋     |
| 八月廿二 | 廣澤尊王聖誕 | 九月初九   | 天上聖母飛昇紀念 |
| 九月初九 | 中壇元帥千秋 | 九月十九   | 觀音佛祖出家紀念 |
| 十月十五 | 水官大帝聖誕 | 十二月十六 | 福德正神千秋     |

## 廣澤尊王八太保
據說在古時一位台南人來彰化發展時，恭請八太保神像北上，之後於現今彰化市公園路一帶建廟名為彰化保安宮，日治時代皇民化加上道路擴寬，保安宮面臨拆毀的命運，神像起初形成爐會供奉，後期就供奉在南瑤宮觀音殿後面的矮房中，1971年12月27日開始興建第三殿與香客大樓，1973年完工，一樓為供奉廣澤尊王、二樓三官大帝、三樓玉皇上帝，施工這段期間八太保神像暫時移請至台南西羅殿。傳聞第三殿尚未興建時，一位台南人來南瑤宮參拜，走進觀音殿後面的矮房中，赫見一尊廣澤尊王與西羅殿之鎮殿聖王極為神似，西羅殿得知消息後，在興建時邀請八太保暫居台南接受供奉，不過完工後西羅殿遲遲不歸還八太保神像，南瑤宮聖王殿急需有神像座鎮，在等不急的情況下另塑尊王像坐鎮，後臺南西羅殿將原鎮殿八太保奉請回宮之後，為符合殿內神尊以奇數為宜之禮俗，再雕塑虎邊第二尊廣澤聖王，形成現今三尊聖王鎮殿的情形。傳聞記載，明治卅九年春（1906年），笨港、諸羅、府城之媽祖大會香，南瑤宮第一次南下參與盛會，當地人士把南瑤轎誤會聽成攔腰轎，其中發生了不愉快事件，西羅殿為了化解疑慮和誤會，請出真誠堂八太保為中保人調停，並永久供奉在南瑤宮內，以化解此場誤會和難堪。

## 籤詩
南瑤宮聖籤〈東風得意好〉，採「二十八星宿」方式做籤詩排序，分為東方蒼龍七宿、北方玄武七宿、西方白虎七宿與南方朱雀七宿，共計28首靈籤籤詩。

## 建築

### 三川殿

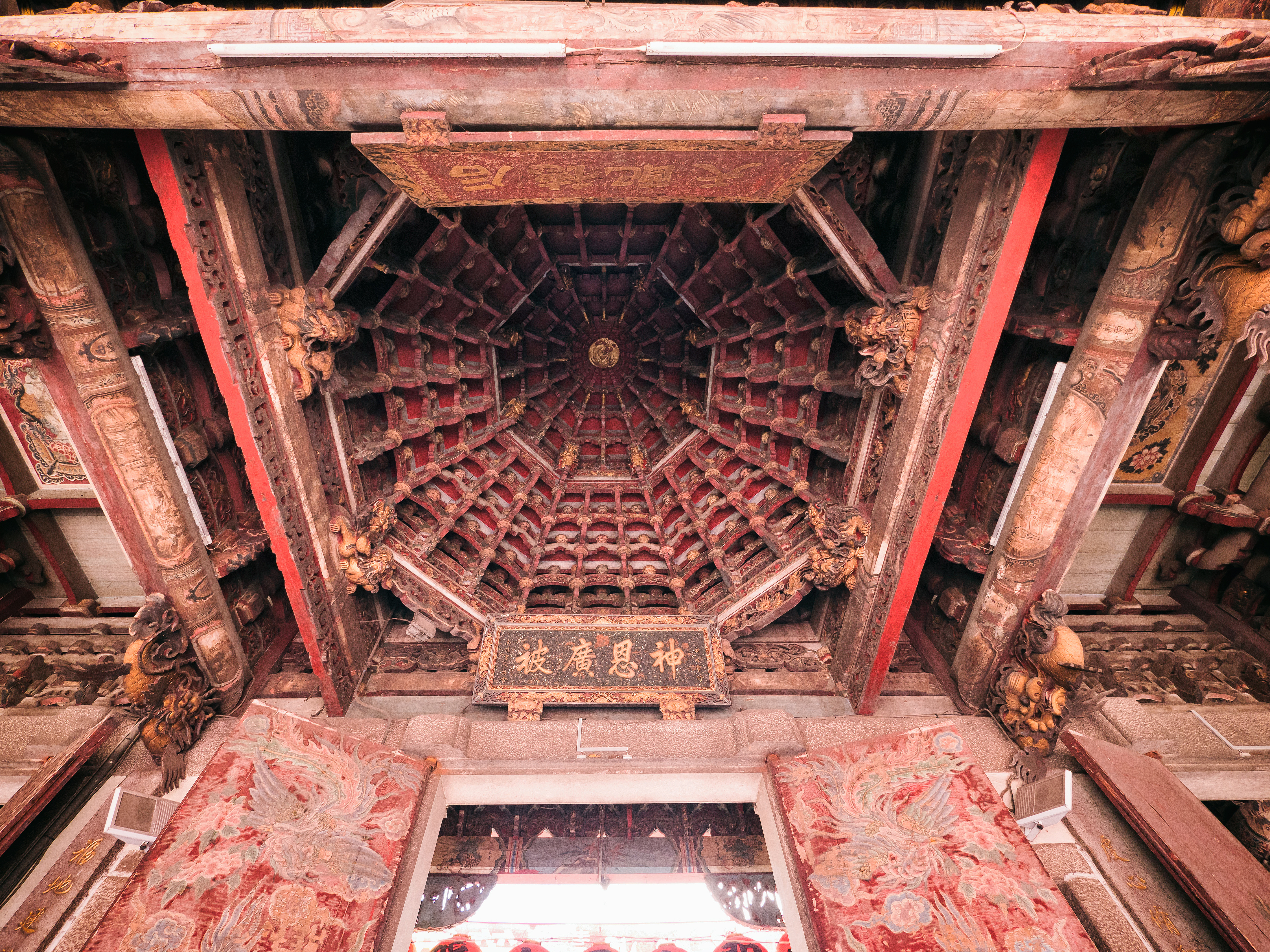
三川殿藻井

南瑤宮的前殿包括中間的三川殿，和左右兩邊的龍虎門。「三川殿」又名「三穿殿」，為開闢三門以供穿越之意，左翼龍門，右翼虎門，併稱「龍虎門」或「五門」（合併三川殿的三門一共五扇門）。三川殿面寬30.32公尺，深9.96公尺，殿前兩側豎立一對蟠龍巨柱，昂頭相向。正門有石獅驅邪鎮宮，為青斗石雕。內拱藻井，為泉州惠安溪底派匠師王樹發之作，成正八角形，中置太極八卦鎮邪。牆堵上的石雕和交趾燒雕工精細，兼具古蹟藝術保存價值。
三川殿屋頂為「斷簷升箭口式」，中間升起，簷口線高低錯開，強化了屋頂形式尊卑，也增添了視覺美感。頂端曲線往兩旁呈燕尾狀揚起，中有福祿壽三仙，兩端雙龍飛騰，垂脊尾端有人物山林、花草走獸等剪黏、交趾燒作品。屋頂舖列筒瓦，瓦當滴水排列有序。三川門正門門板上繪有雙龍戲珠，左右兩側則各繪一對仙水手持貢盤，伺奉天上聖母。

### 正殿
南瑤宮的正殿為重簷歇山式建築，寬11.5公尺，深14.92公尺，是1924年新莊吳海桐所設計，其架棟較硬，喜用圓斗，技法多變，可謂台灣廟宇的經典建築。正殿主祀天上聖母，香火終年不斷，因此正殿木架構造上的雕刻與彩繪已被薰黑，掩去多彩的原貌。
正殿兩側建有長型廂房，為左右護龍，各自隔成三間廂房，左護龍中間廂房供奉國姓公，右護龍中間廂房供奉長生祿位，祀念對廟有功人士，其它廂房則作為儲藏室及輪值人員的住宿房間，或是接待室、辦公室及會議室之用。護龍屋頂為硬山式，舖設筒板瓦，瓦當滴水構成井然有序的前簷線，屋頂裝飾相較之下極為簡樸。護龍與正殿之間以日月洞門區分中庭後庭，中庭廣場為一開闊空間，主要用來擺放祭品、舉行儀式，地面舖設長方大石，中置一只銅製大天公爐，爐耳形狀為倒立雙龍。

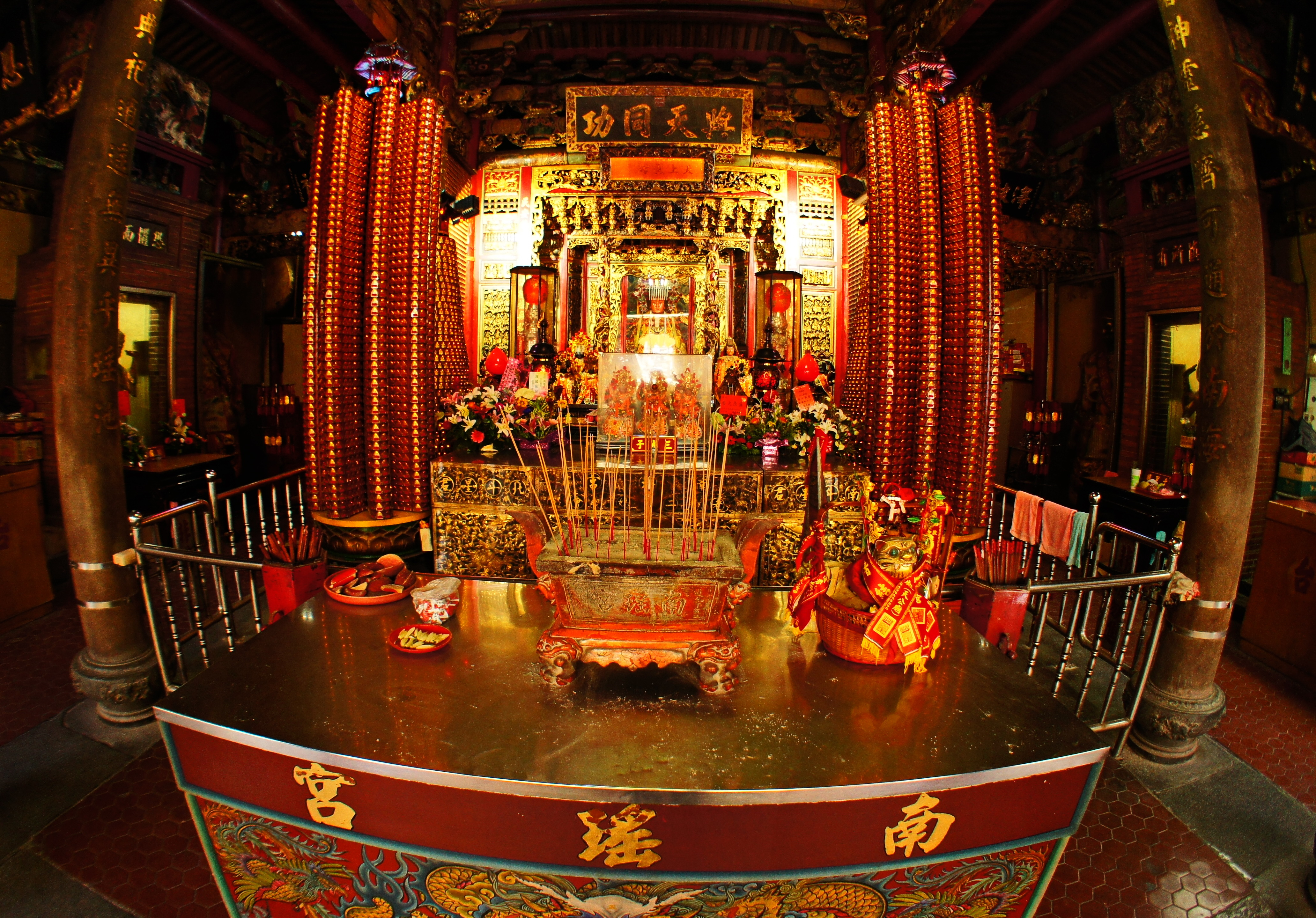
正殿奉祀天上聖母
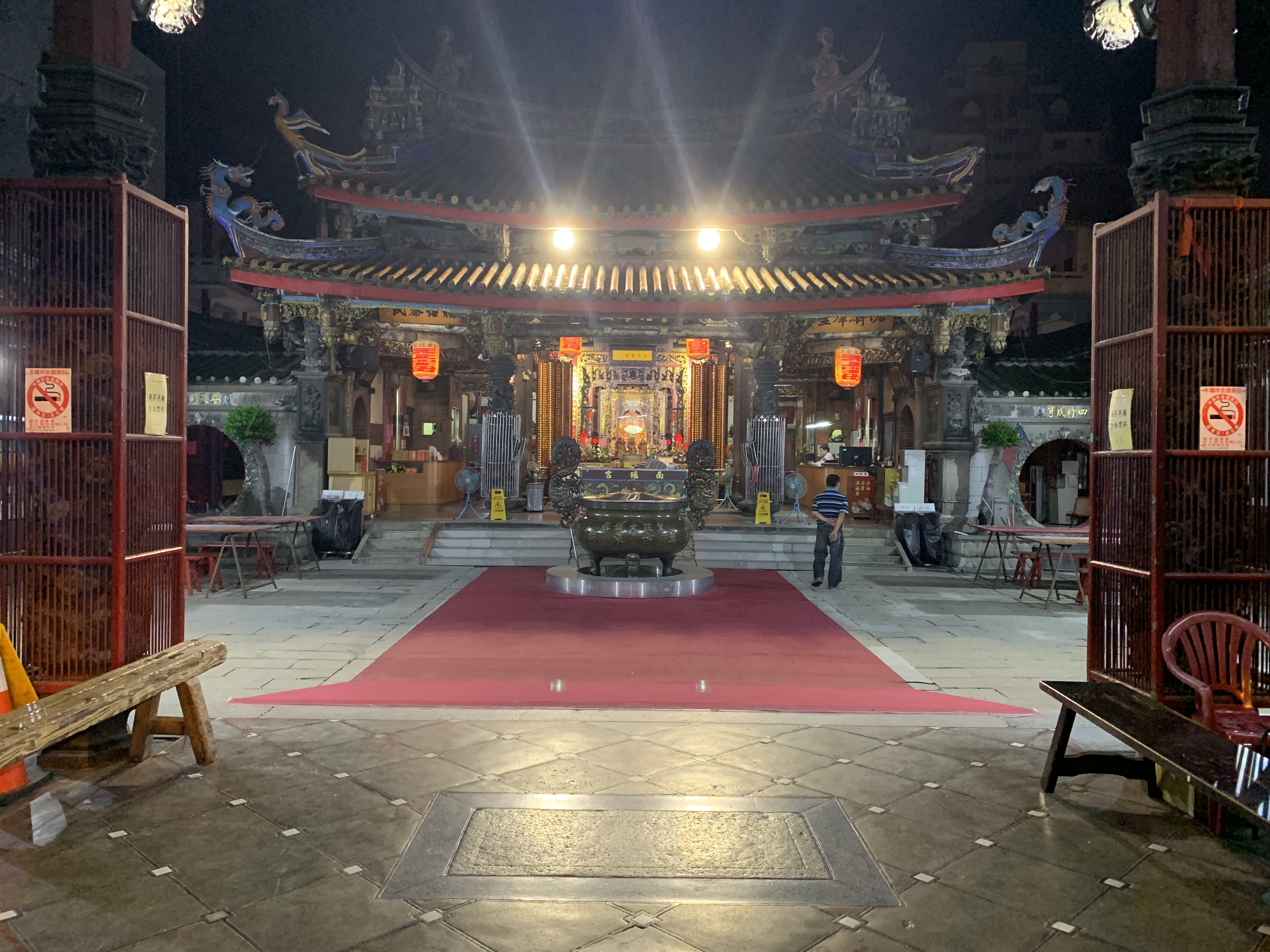
南瑤宮正殿

### 觀音殿
南瑤宮最具特色的建築當屬位置中央的觀音殿，融合和式及希臘式、巴洛克式風格，與台灣傳統廟宇大異逕庭。觀音殿的格局比正殿還大，寬16.62公尺，深13.78公尺，四周有廊，建造初始原為南瑤宮正殿，後來受到信徒排斥，才在觀音殿前方再另建正殿。觀音殿主要為重簷歇山式的木造建築，構材多為檜木，木作雕刻以菊花代替傳統的花草人物，外牆為日式清水磚牆。屋頂採西洋壓簷牆法，下簷加簷牆欄桿，迴廊柱頭類似希臘多立克柱式造型，殿前有一六邊龜甲造型水池，池中原有一尊著名匠師蔣馨雕琢的李鐵拐石像，惜已被盜，目前的石像為廟方仿照之作。
觀音殿內有銅製天花板、十八羅漢洋式框架壁飾及日式神龕，中西日式齊聚一堂，這種合璧式建築在1920年代頗為流行，南瑤宮不僅保留了當時的文化，也在建築上享有地位。

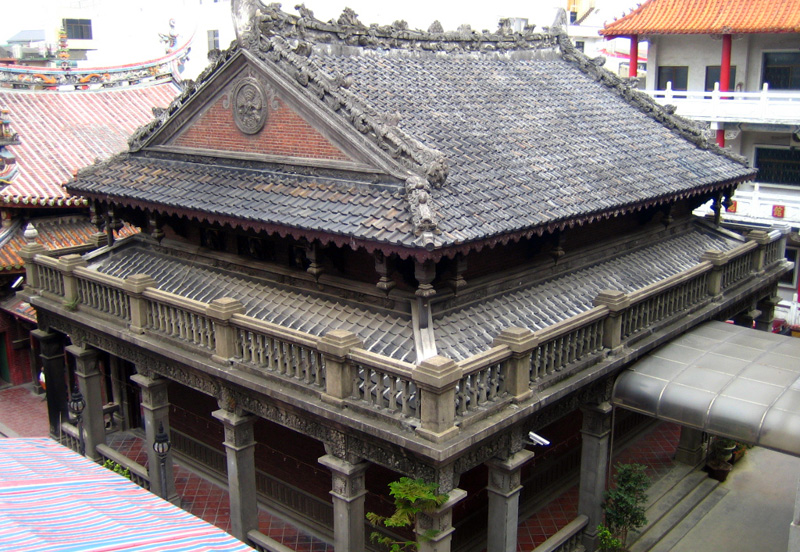
觀音殿背景
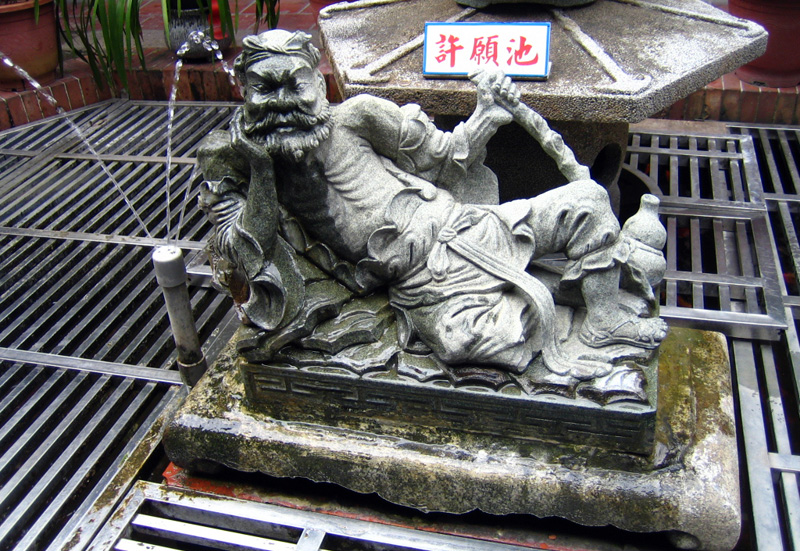
仿蔣馨的李鐵拐石像

### 後殿
南瑤宮的後殿又稱大雄寶殿，或天公殿，1973年建成，是一座現代鋼筋混凝土結構的三層樓建築，寬12公尺，深12.8公尺，屋頂仿傳統廟宇造型，上簷為歇山式燕尾脊，飾有雙龍護塔，戧脊尾部有四隻鳳凰，有「鳳凰來儀」之意，下簷為廡殿式。一樓供奉廣澤尊王（俗稱郭聖王），二樓供奉三官大帝，三樓供奉玉皇大帝，兩邊側間為廚房、廁所、儲藏室之用。
後殿左右建有香客大樓，左側建於1978年，右側建於1982年，也都是現代鋼筋混凝土結構的三層樓建築，寬11公尺，長20公尺，一樓皆作各媽會會館辦公之用，並闢有餐廳，二三樓則供香客住宿。香客大樓屋頂上半部為平頂陽台，下半部則仿廡殿式造型，四面簷角有仙人走獸四尊。各樓走廊都有白色水泥欄桿，欄板有簡單紋飾，柱頭為圓柱形。

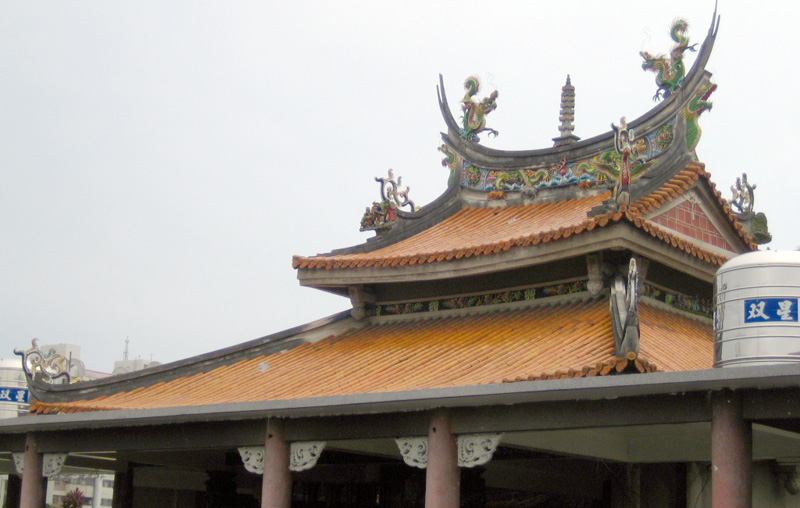
雙龍護塔與鳳凰來儀
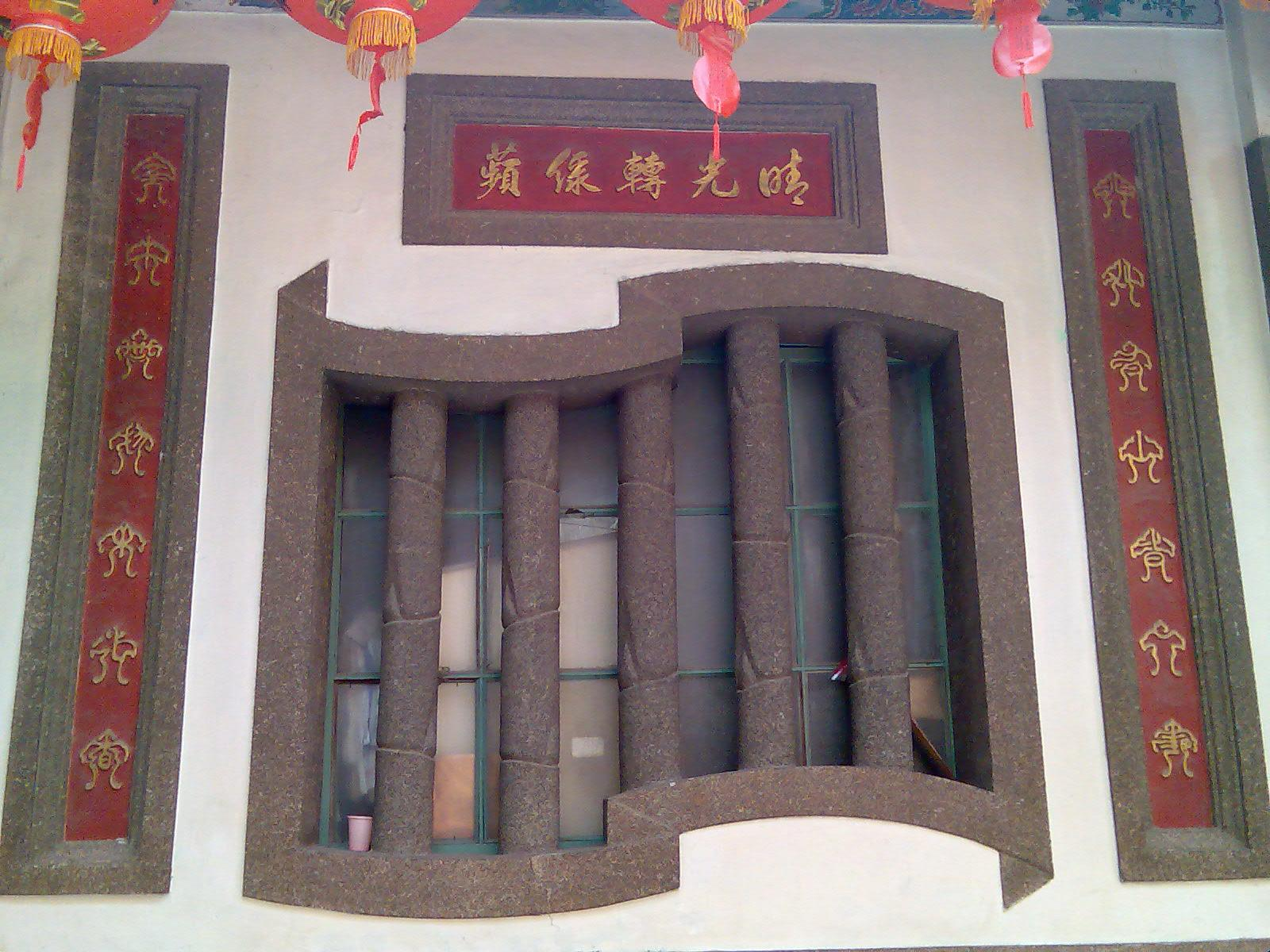
護龍窗口對聯香爐字

### 牌樓金爐
南瑤宮前方為一塊狹長型的廣場，廣場靠中山路的一端，在1988年秋建成一座四柱三門的木造牌樓，頂部為歇山式單檐，屋脊燕尾翹起，飾有雙龍搶珠，大脊剪黏裝飾花草神獸，戧脊尾部有翹尾螭龍，垂脊末端各有一尊人物塑像。
廣場西南角有一座八角寶塔三層金爐，建於1974年，頂部為葫蘆狀煙囪，每層翼角都飾有龍鳳吉獸，頂部兩層各面牆上也都有描述民間故事的剪黏壁飾。

## 祭祀

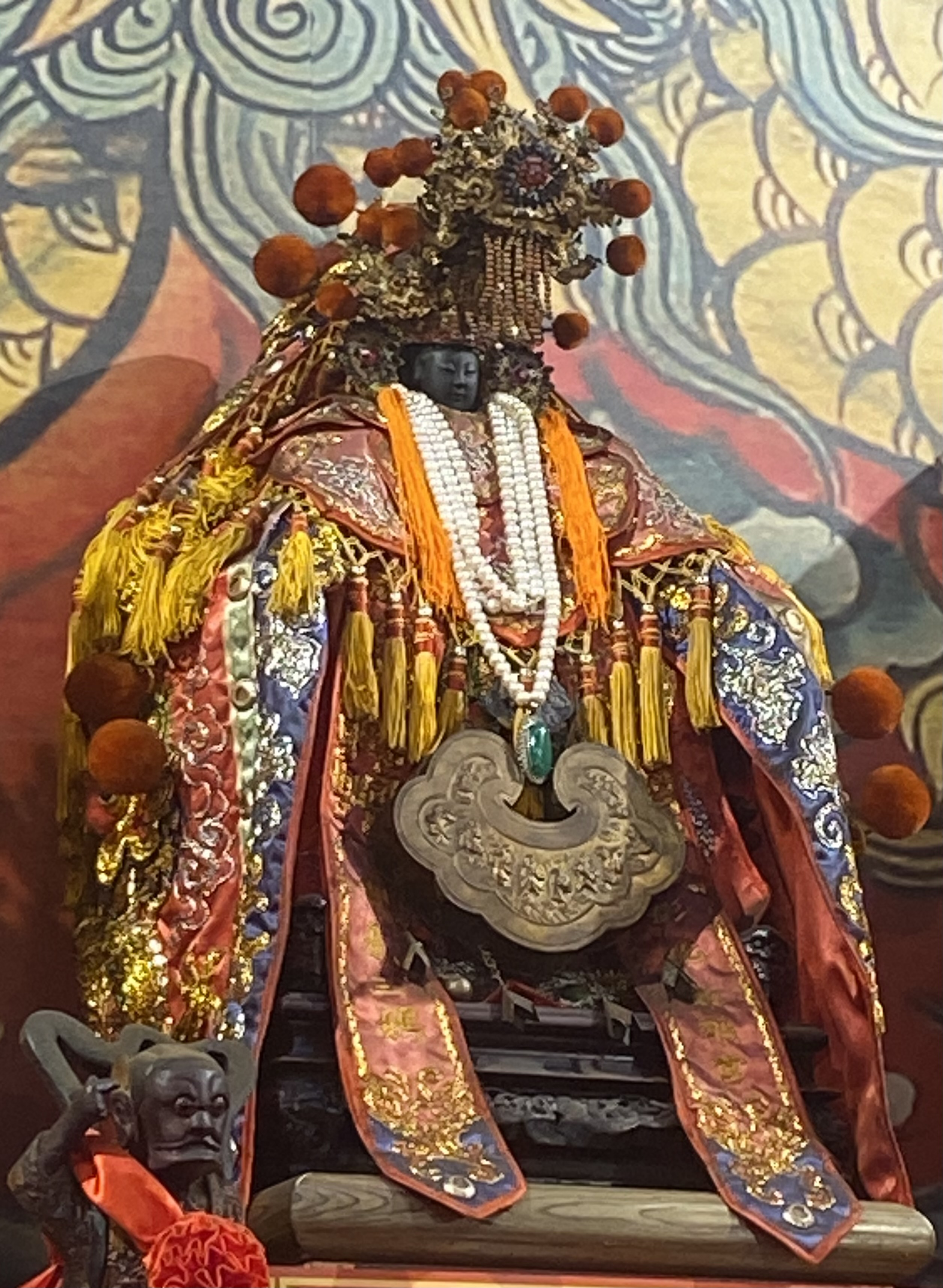
南瑤宮開基三媽
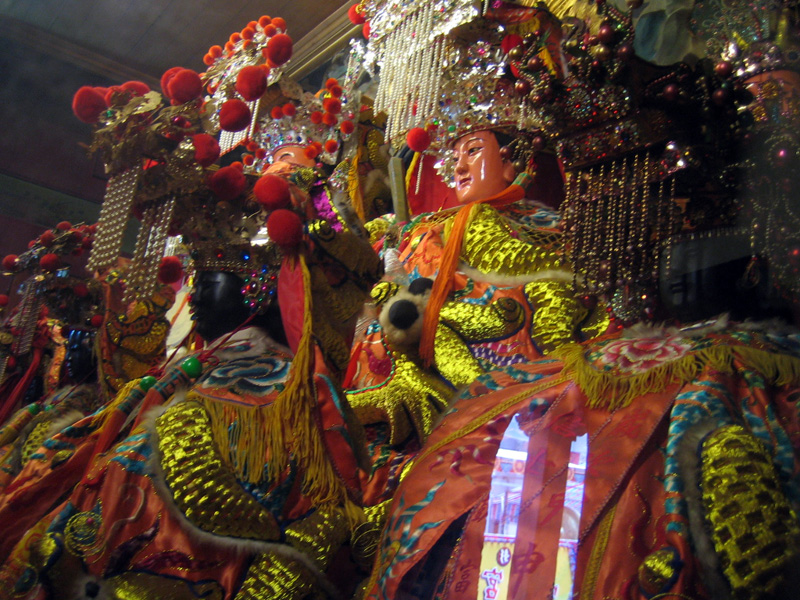
南瑤宮天上聖母
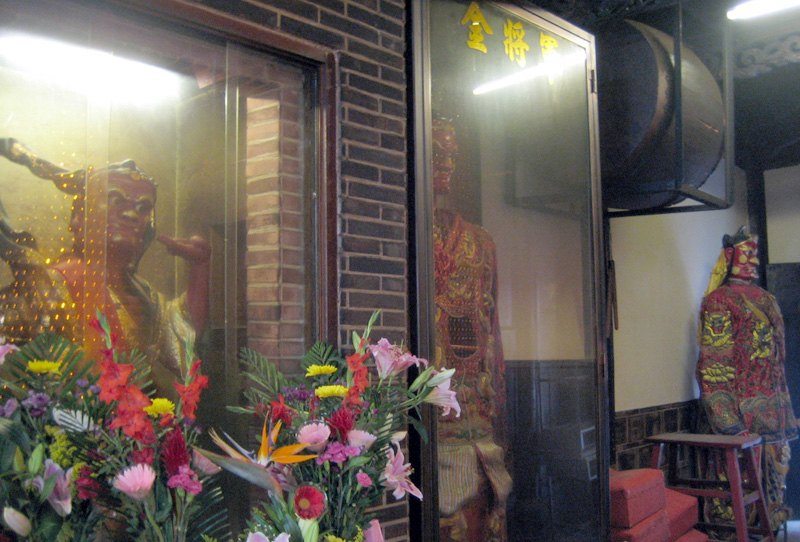
正殿右方的順風耳
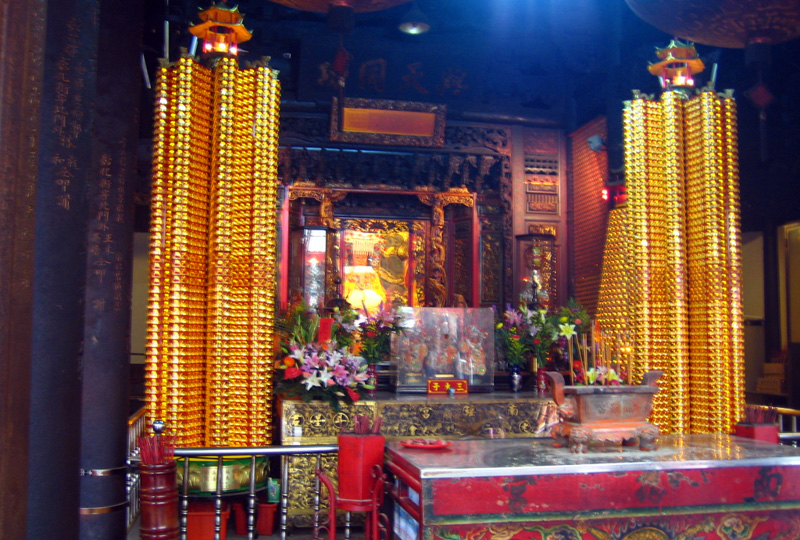
正殿供桌上的三太子

| 地位   | 神祇     | 位置 |
| 主祀神 | 天上聖母 | 正殿中央。因有出巡活動，故南瑤宮備有百餘尊大小不一的媽祖分身，各媽會也分別刻有自己的大尊神像，供信徒祭拜迎接之用。                             |
| 配祀神 | 千里眼   | 正殿，媽祖左前方。 |
| 配祀神 | 順風耳   | 正殿，媽祖右前方。 |
| 配祀神 | 太子爺   | 正殿，媽祖前的供桌上。每當分香子廟與友廟來訪時，負責迎接活動。                                                                                 |
| 同祀神 | 玉皇大帝 | 後殿三樓。 |
| 同祀神 | 觀音佛祖 | 觀音殿中央。 |
| 同祀神 | 三官大帝 | 後殿二樓，天官紫微大帝位於中央，地官清虛大帝位其左側，水官洞虛大帝位其右側。                                                                   |
| 同祀神 | 神農大帝 | 正殿前護龍神龕。右側供有青臉紅路鬚之青公（榕樹神），為南瑤宮原址的大榕樹，因建廟所需而遭砍除，後以樹身刻成神像供奉於此，體現先人敬神愛物之意。 |
| 同祀神 | 註生娘娘 | 觀音殿左半部。 |
| 同祀神 | 福德正神 | 福德正神在南瑤宮內共有兩處，一在正殿前右護龍神龕，為市內土地公廟因市區重劃遭拆除後移駕借祀，一在觀音殿右側，為南瑤宮原有之神像。               |
| 同祀神 | 國姓爺   | 正殿前左護龍成功廳。 |
| 同祀神 | 廣澤尊王 | 後殿一樓，原為市內神廟遭拆除後移駕借祀。 |
| 同祀神 | 太歲星君 | 後殿一樓，廣澤尊王旁，民國九十年代新增。 |
| 同祀神 | 文昌帝君 | 後殿一樓，廣澤尊王旁。 |
| 同祀神 | 長生祿位 | 前殿右護龍，為紀念對南瑤宮具特別功勳的已故地方仕紳，目前共有長生祿位17座。                                                                     |

## 歷年非固定贊境

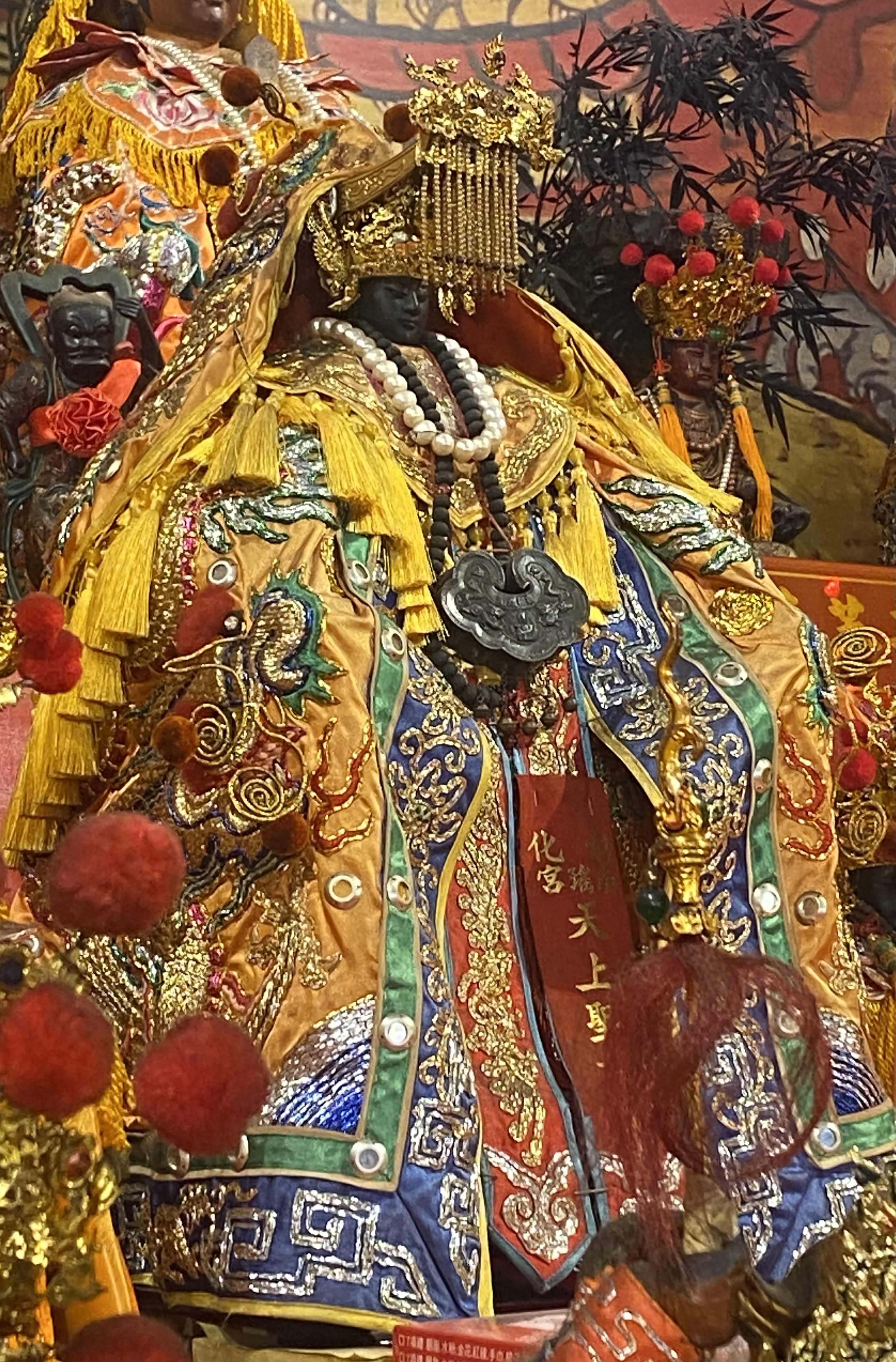
開基三媽副駕為時常代表南瑤宮出席對外活動的神尊。

| 日期           | 活動屬性 | 主辦方   | 活動名稱 | 參與神尊 | 備註 |
| -------------- | -------- | -------- | -------- | -------- | ---- |
| 六月底至七月初 | 贊境     | 臺中仕紳 | 七媽會   | 天上聖母 |      |

| 日期     | 活動屬性 | 主辦方     | 活動名稱             | 參與神尊 | 備註 |
| -------- | -------- | ---------- | -------------------- | -------- | ---- |
| 10月31日 | 遶境     | 彰化南瑤宮 | 天上聖母成道千年遶境 | 十尊會媽 |      |

| 日期   | 活動屬性 | 主辦方     | 活動名稱       | 參與神尊 | 備註 |
| ------ | -------- | ---------- | -------------- | -------- | ---- |
| 2月2日 | 贊境     | 北投慈后宮 | 北投媽祖文化節 | 天上聖母 |      |

| 日期     | 活動屬性 | 主辦方     | 活動名稱               | 參與神尊     | 備註 |
| -------- | -------- | ---------- | ---------------------- | ------------ | ---- |
| 9月29日  | 遶境     | 北斗奠安宮 | 彰化縣媽祖遶境嘉年華   | 天上聖母     |      |
| 11月15日 | 贊境     | 新港奉天宮 | 新港奉天宮百年大醮繞境 | 開基三媽副駕 |      |

| 日期                         | 活動屬性 | 主辦方       | 活動名稱                                       | 參與神尊       | 備註 |
| ---------------------------- | -------- | ------------ | ---------------------------------------------- | -------------- | ---- |
| 12月30日至1月1日(西元2017年) | 鑑醮     | 下大道良皇宮 | 四安境北線尾下大道良皇宮丙申年三朝謝恩祈安建醮 | 廣澤尊王八太保 |      |

| 日期             | 活動屬性 | 主辦方                | 活動名稱               | 參與神尊 | 備註              |
| ---------------- | -------- | --------------------- | ---------------------- | -------- | ----------------- |
| 7月13日至7月15日 | 遶境     | 臺中萬春宮 臺中市政府 | 百年媽祖會一衆神護臺中 | 聖三媽   | [ 備註 1 ] [ 35 ] |

| 日期     | 活動屬性 | 主辦方     | 活動名稱                      | 參與神尊     | 備註 |
| -------- | -------- | ---------- | ----------------------------- | ------------ | ---- |
| 10月21日 | 贊境     | 松山慈祐宮 | 松山慈祐宮建宮265週年祈福遶境 | 開基三媽副駕 |      |

| 日期     | 活動屬性 | 主辦方     | 活動名稱                           | 參與神尊       | 備註 |
| -------- | -------- | ---------- | ---------------------------------- | -------------- | ---- |
| 10月1日  | 遶境     | 彰化南瑤宮 | 出火遶境                           | 天上聖母及眾神 |      |
| 11月12日 | 贊境     | 西螺福興宮 | 2023西螺福興宮螺陽迎太平大會香遶境 | 開基三媽副駕   |      |
| 11月26日 | 贊境     | 松山慈祐宮 | 松山慈祐宮建宮270週年祈福遶境      | 開基三媽副駕   |      |
| 12月3日  | 鑑醮遶境 | 大湳慈興宮 | 豐原大湳慈興宮建醮遶境             | 開基三媽副駕   |      |

| 日期             | 活動屬性 | 主辦方     | 活動名稱                         | 參與神尊     | 備註       |
| ---------------- | -------- | ---------- | -------------------------------- | ------------ | ---------- |
| 5月4日至5月5日   | 擔任頭香 | 彰邑彰山宮 | 甲辰年彰邑彰山宮往南鯤鯓謁祖進香 | 開基三媽副駕 | [ 備註 2 ] |
| 9月27日至9月29日 | 遶境     | 員林福寧宮 | 2024彰化縣媽祖祈福文化節         | 開基三媽副駕 |            |

| 日期   | 活動屬性 | 主辦方     | 活動名稱                         | 參與神尊     | 備註 |
| ------ | -------- | ---------- | -------------------------------- | ------------ | ---- |
| 6月8日 | 贊境     | 笨港水仙宮 | 乙巳年笨港水仙宮關聖帝君古笨巡香 | 開基三媽副駕 |      |

### 引用
1. ↑  「一在邑治南門外尾窰。乾隆中，士民公建，歲往笨港進香，男女塞道，屢著靈應。」，周璽總纂，《彰化縣志》上冊，第267頁，1996年，台北：行政院文建會。
2. ↑  彰化南瑤宮在大陸漳州興建分靈廟
3. ↑  彰化南瑤宮在大陸漳州興建分靈廟　彰化市市長邱建富迎請媽祖駐駕烏石天后宮
4. ↑  羅啟宏等編纂，《彰化南瑤宮志》，第25-31頁，1997年，彰化：彰化市公所。
5. ↑  據2004年出版的《台灣地名辭書》卷十一：彰化縣（上冊），「窰」字為宀」部；而1996年文建會重新編印的《彰化縣志》則作「穴」部。
6. ↑  施添福等編纂，《台灣地名辭書》卷十一：彰化縣（上冊），第三章·彰化市，第七項·南瑤里，2004年，南投：國史館台灣文獻館。
7. ↑  羅啟宏等編纂，《彰化南瑤宮志》，第357頁，1997年，彰化：彰化市公所。
8. ↑  周國屏等編纂，《彰化市志》下冊，第663頁，1997年，彰化：彰化市公所。
9. 1 2  卓克華著，《寺廟與台灣開發史》，第128頁，台北：揚智文化。
10. ↑  羅啟宏等編纂，《彰化南瑤宮志》，第三章·本宮創建沿革，第二節·創建緣由，1997年，彰化：彰化市公所。
11. ↑  羅啟宏等編纂，《彰化南瑤宮志》，第23頁，1997年，彰化：彰化市公所。
12. ↑  卓克華著，《寺廟與台灣開發史》，第129-130頁，台北：揚智文化。
13. 1 2  羅啟宏等編纂，《彰化南瑤宮志》，第22頁，1997年，彰化：彰化市公所。
14. ↑  羅啟宏等編纂，《彰化南瑤宮志》，第48頁，1997年，彰化：彰化市公所。
15. ↑  .   [2018-05-29]. （原始内容存档于2018-05-29）.
16. ↑  卓克華著，《寺廟與台灣開發史》，第138-139頁，台北：揚智文化。
17. ↑  . 嘉義縣政府全球資訊網. 2019-03-27 （中文）.
18. ↑  林文龍著，《台灣掌故與傳說》，第149-150頁，台北：台原出版社。
19. ↑  阮國峯. . 地理資訊科學研究專題中心.   [2025-07-14]. （原始内容存档于2024-07-25） （中文）.
20. ↑  .   [2007-05-01]. （原始内容存档于2007-02-26）.
21. ↑  羅啟宏等編纂，《彰化南瑤宮志》，第七章·媽祖會與活動，第一節·媽祖會的緣起，1997年，彰化：彰化市公所。
22. ↑  南瑤宮甲午年恢復徒步進香　重振彰化媽風采 Archive.today的存檔，存档日期2016-10-06
23. ↑  羅啟宏等編纂，《彰化南瑤宮志》，第七章·媽祖會與活動，第二節·祭典活動，1997年，彰化：彰化市公所。
24. ↑  . 國立公共資訊圖書館. 1971-12-28 （中文（臺灣））.
25. ↑  . www.facebook.com.   [2019-02-14]. （原始内容存档于2020-02-16）.
26. ↑  王, 儷容. . 台北市: 時報. 2017: 14. ISBN 9789571368603 （中文（臺灣））.
27. ↑  羅啟宏等編纂，《彰化南瑤宮志》，第四章·本宮建築，第三節·三川殿，1997年，彰化：彰化市公所。
28. ↑  羅啟宏等編纂，《彰化南瑤宮志》，第四章·本宮建築，第四節·正殿及左右護龍，1997年，彰化：彰化市公所。
29. ↑  羅啟宏等編纂，《彰化南瑤宮志》，第四章·本宮建築，第五節·觀音殿，1997年，彰化：彰化市公所。
30. ↑  羅啟宏等編纂，《彰化南瑤宮志》，第四章·本宮建築，第六節·後殿及香客大樓，1997年，彰化：彰化市公所。
31. ↑  羅啟宏等編纂，《彰化南瑤宮志》，第四章·本宮建築，第二節·牌樓及金爐，1997年，彰化：彰化市公所。
32. ↑  羅啟宏等編纂，《彰化南瑤宮志》，第五章·主副祀神祇與祭典，第一節·祭祀諸神，1997年，彰化：彰化市公所。
33. ↑  . 嘉義: 人間福報. 2015-11-15 （中文）.
34. ↑  . 臺中: 人間福報. 2017-07-15 （中文）.
35. ↑  陳雅芳. . 今日新聞NOWNEWS. 2017-07-14 （中文）.
36. ↑  . 臺北: 奇摩新聞. 2018-10-18 （中文）.
37. ↑  劉曉欣. . 彰化: 自由時報. 2023-10-01 （中文）.
38. ↑  . 彰化: 彰化縣政府全球資訊網. 2024-05-04 （中文）.
39. ↑  . 彰化: 彰化縣政府全球資訊網. 2024-09-06 （中文）.
40. ↑  . 中央社. 2025-06-07 （中文）.

### 備註
1. ↑  該年恭請天上聖母聖三媽至彰化火車站乘坐火車到烏日火車站下車，重現日治時期「媽祖坐火車」的特殊景致。
2. ↑   彰邑彰山宮池府千歲與南瑤宮關係深遠，其曾協助彰化南瑤宮天上聖母選定「日月鐘地理」的特殊風水地作為南瑤宮現址，兩廟的主神以「姐弟」相稱，每年池府千歲聖誕前會邀請南瑤宮開基三媽至彰山宮做客。每逢南瑤宮三媽六年笨港進香時會聘請彰山宮擔任頭香，因此西元2024年彰山宮十二年一度的謁祖進香也同樣邀請南瑤宮天上聖母擔任頭香的職務。

## 延伸閱讀
- 彰化媽祖的信仰圈，林美容
- 顏娟英：〈日治時期寺廟建築的新舊衝突--1917年彰化南瑤宮改築事件 （页面存档备份，存于）〉。
- 台中市大坑文化協會 （页面存档备份，存于）

## 外部連結
- 官方网站 （页面存档备份，存于）
- 彰化南瑤宮的Facebook專頁
- 彰化南瑤宮的Instagram帳戶
- 湄州媽祖祖廟 Archive.today的存檔，存档日期2012-11-27
- 南瑤宮——文化部文化資產局 （页面存档备份，存于）